# Ossówno (gromada)
Ossówno – dawna gromada, czyli najmniejsza jednostka podziału terytorialnego Polskiej Rzeczypospolitej Ludowej w latach 1954–1972.
Gromady, z gromadzkimi radami narodowymi (GRN) jako organami władzy najniższego stopnia na wsi, funkcjonowały od reformy reorganizującej administrację wiejską przeprowadzonej jesienią 1954 do momentu ich zniesienia z dniem 1 stycznia 1973, tym samym wypierając organizację gminną w latach 1954–1972.
Gromadę Ossówno z siedzibą GRN w Ossównie utworzono – jako jedną z 8759 gromad – w powiecie węgrowskim w woj. warszawskim, na mocy uchwały nr VI/10/22/54 WRN w Warszawie z dnia 5 października 1954. W skład jednostki weszły obszary dotychczasowych gromad Adamów, Brzeźnik, Józefy, Nadzieja, Natolin, Ossówno i Wyględówek ze zniesionej gminy Ossówno w powiecie węgrowskim oraz obszar dotychczasowej gromady Rąbież ze zniesionej gminy Rudzienko w powiecie mińskim (woj. warszawskie). Dla gromady ustalono 12 członków gromadzkiej rady narodowej.
Gromadę zniesiono 31 grudnia 1959, a jej obszar włączono do gromady Wierzbno w tymże powiecie.